# Andrew Pfennig
Andrew Pfennig (* 1. Januar 1962) ist ein ehemaliger deutscher Fußballspieler und -trainer.

## Sportlicher Werdegang
Pfennig entstammt der Jugend von Holstein Kiel, wo er nach dem Abstieg aus der 2. Bundesliga 1981 in die Wettkampfmannschaft aufrückte und in der Oberliga Nord auflief. 1987 wechselte er als Vertragsamateur zum FC St. Pauli. Hier kam er in den folgenden elf Jahren, denen er dem Verein angehörte, hauptsächlich in der Amateurmannschaft zum Zuge. Im Februar 1988 debütierte er beim 3:1-Auswärtserfolg bei der SpVgg Bayreuth in der zweithöchsten Spielklasse, bis zum Saisonende bestritt er noch zwei weitere Partien. Bis zu weiteren Profieinsätze musste er sich lange gedulden, in der Bundesliga-Spielzeit 1996/97 war er nach Feststehen des Abstiegs in den beiden letzten Saisonspielen gegen den VfL Bochum respektive MSV Duisburg in der Bundesliga aktiv. 1998 wechselte er in die Vereinigten Staaten, wo er für die Richmond Kickers in der von den United Soccer Leagues organisierten Meisterschaft auflief.
Nach seiner Rückkehr nach Deutschland war Pfennig als Trainer zunächst im Jugendbereich beim SC Vorwärts-Wacker 04 tätig, im Sommer 2001 verpflichtete ihn der Hamburger SV für seine in der Bundesliga antretende Frauenmannschaft. Wenngleich am Saisonende der Abstieg in die Zweitklassigkeit stand, erreichte er mit der Equipe das Endspiel um den DFB-Pokal. Das Spiel im Olympiastadion Berlin ging jedoch deutlich mit einer 0:5-Niederlage gegen den 1. FFC Frankfurt verloren. Nach dem direkten Wiederaufstieg schaffte er zweimal den Klassenerhalt, ehe sich die Wege nach vier Jahren trennten. Später übernahm er als Stützpunkttrainer Verantwortung in der Jugendarbeit des DFB.
Hauptberuflich ist Pfennig seit 1993 als Physiotherapeut tätig.